# Electric Six
Electric 6 er en rock-gruppe fra Detroit i USA.

## Diskografi
- 2003 Fire
- 2005 Señor Smoke
- 2006 Switzerland
- 2007 I Shall Exterminate Everything Around Me That Restricts Me from Being the Master
- 2008 Flashy
- 2008 Sexy Trash
- 2009 KILL
- 2010 Zodiac
- 2011 Heartbeats and Brainwaves
- 2013 Mustang

| Musikgruppe | Spire Denne artikel om en amerikansk musikgruppe er en spire som bør udbygges. Du er velkommen til at hjælpe Wikipedia ved at udvide den. |